# جيمي روجرز (لاعب كرة قدم)
جيمي روجرز (بالإنجليزية: Jimmy Rogers)‏ (31 ديسمبر 1929 في المملكة المتحدة - 1 ديسمبر 1996 في المملكة المتحدة) هو لاعب كرة قدم بريطاني في مركز جناح ‏. لعب مع كوفنتري سيتي ونادي بريستول سيتي ووولفرهامبتون واندررز وCinderford Town A.F.C. ‏.